# Olvonglasvinge
Olvonglasvinge, Synanthedon andrenaeformis, är en fjärilsart i familjen glasvingar, Sesiidae. Den har en vingbredd på 20-25 millimeter, kroppen är mörk med två gulaktiga smala band över bakkroppen, varav det främre bandet är smalast och det bakre lite bredare. Den har också gula till lite orangeaktiga hår vid bakkroppsspetsen. Den nedre delen av benen är ljus och mer eller mindre gulaktig, medan den övre håriga delen av benen är mörk.
Olvonglasvingens larv lever främst på parkolvon men även på skogsolvon. Larven gnager gångar i veden på levande stammar och grenar. Utvecklingen till imago kan ta två år. I Sverige förekommer arten i Södermanland, Uppland, Gästrikland och Västmanland och är ganska sällsynt.